# حسبو الکبیر
حسبو الکبیر با نام اصلی حسب الرسول مرحوم بخيت (عربی: حسب الرسول مرحوم بخيت؛ 1940s – ۲۴ ژوئن ۲۰۱۱) بازیکن فوتبال اهل سودان بود.
وی همچنین در تیم ملی فوتبال سودان بازی کرده‌است.